# 벨 마비
벨 마비(Bell's palsy), 또는 특발성 안면 마비는 영향을 받는 쪽의 얼굴 근육을 일시적으로 제어할 수 없는 안면 마비의 한 유형이다. 대부분의 경우 근육 쇠약은 일시적으로 나타나며 몇 주가 지나면 크게 개선된다. 증상은 경증에서 중증까지 다양하다. 근육 경련, 쇠약, 얼굴의 한쪽 또는 드물게 양쪽을 움직이는 능력의 완전한 상실이 나타날 수 있다. 다른 증상으로는 안검하수(눈꺼풀 처짐), 미각 이상, 귀 주변 통증 등이 있다. 일반적으로 증상은 48시간 이상 지속된다. 벨 마비는 소리에 대한 민감도를 증가(청각과민)시킬 수 있다.
벨 마비의 원인은 알려져 있지 않으며 모든 연령대에서 발생할 수 있다. 위험 요인으로는 당뇨병, 최근의 상기도 감염, 임신 등이 있다. 얼굴신경(제7뇌신경)의 기능 장애로 인해 발생한다. 많은 사람들은 이런 기능 장애가 바이러스 감염으로 인해 종창(붓기)이 발생하기 때문이라고 여긴다. 진단은 사람의 겉보기를 보고 판단하는 것이 기본이 되며 다른 가능한 원인을 배제하는 방식으로 이루어진다. 안면 쇠약을 유발할 수 있어 감별이 필요한 다른 상태와 질병으로는 뇌종양, 뇌졸중, 람세이헌트증후군 2형, 중증 근무력증, 라임병 등이 있다.
일반적으로 상태는 정상, 또는 거의 정상에 가까운 기능까지 저절로 좋아진다. 코르티코스테로이드는 결과를 개선하는 것으로 밝혀졌지만, 항바이러스제는 약간의 추가 이점만이 있을 수 있다. 안약이나 안대를 사용해서 눈이 건조해지지 않도록 보호해야 한다. 수술은 일반적으로 권장되지 않는다. 종종 개선의 징후는 14일 이내에 시작되고 6개월 이내에 완전히 회복된다. 일부 환자에서는 완전히 회복되지 않거나 증상이 재발할 수 있다.
벨 마비는 한쪽 얼굴신경마비의 가장 흔한(70%) 원인이다. 연간 10,000명당 1~4명에서 발생한다. 일생 동안 약 1.5%의 사람들이 벨 마비의 영향을 받는다. 15세에서 60세 사이의 사람들에게 가장 흔하게 발생한다. 남성과 여성이 동등하게 영향을 받는다. 얼굴신경과 벨 마비 간의 연관성을 처음 기술한 스코틀랜드의 외과의 찰스 벨(1774-1842)의 이름을 따서 명명되었다.

## 징후 및 증상
벨 마비는 72시간 이내에 나타나는 한쪽의 얼굴 처짐이 특징적이다. 1% 미만의 드문 경우, 양쪽 모두에 발생하여 전체 얼굴을 마비시킬 수 있다.
얼굴신경은 눈을 깜빡이거나 감기, 미소 짓기, 찡그림, 눈물 흘리기, 침 흘리기, 콧구멍 벌리기, 눈썹 올리기와 같은 여러 기능을 제어한다. 또한 혀의 앞쪽 2/3에서 미각 정보를 고실끈신경(얼굴신경의 가지 중 하나)을 통해 전달한다. 이 때문에 벨 마비가 있는 사람들은 영향을 받는 쪽 혀 앞쪽 2/3의 미각 상실을 보일 수 있다.
얼굴신경이 등자근신경을 통해 가운데귀의 등자근을 자극하지만, 소리에 민감해지면 정상적인 소리를 매우 크게 인식하게 하고(청각과민), 청각부전도 일어날 수 있지만 임상적으로 근거가 분명하지 않다.
벨 마비는 단일 신경염(하나의 신경만 침범)으로 정의되지만, 벨 마비로 진단된 사람들은 얼굴의 저린 느낌, 중등도나 중증의 두통, 목 통증, 기억력 문제, 균형 문제, 같은 쪽 사지의 감각 이상, 같은 쪽 사지의 약화를 비롯한 무수히 많은 신경학적 증상을 보일 수 있다. 이런 증상들은 얼굴신경의 기능 장애로는 설명되지 않는다.

## 원인

얼굴신경의 주행 경로. 얼굴신경의 신경핵은 뇌줄기(모식도에서 "θ"로 표시됨)에 있다. 주황색: 뇌의 왼쪽 반구에서 오는 신경, 노란색: 오른쪽 반구에서 오는 신경. 이마 근육은 양쪽 신경(노란색 및 주황색) 모두의 지배를 받는다.

벨 마비의 원인은 알려져 있지 않다. 위험 요인으로는 당뇨병, 최근에 걸렸던 상기도 감염, 임신 등이 있다.
몇몇 바이러스는 증상 없이 지속성, 또는 잠복성 감염을 일으키는 것으로 여겨진다. 이러한 바이러스에는 (모두 헤르페스바이러스과에 속하는) 수두대상포진바이러스(VZV), 엡스타인-바 바이러스가 있다. 휴면 상태에 들어가 있던 기존의 바이러스가 재활성화되는 것이 급성 벨 마비의 원인으로 제안되었다. 얼굴신경은 감염에 대한 반응으로 부어오르고 염증을 일으키면서 얼굴신경관 내부에 압력이 가해져 신경 세포에 제대로 혈액과 산소를 공급하지 못하게 된다. 벨 마비의 발병과 관련된 다른 바이러스와 세균, 또는 관련 질병에는 인간면역결핍 바이러스(HIV), 유육종증(사르코이드증), 라임병이 있다. 이런 감염의 활성화는 외상, 환경적 요인, 대사장애, 정서적 장애에 의해 촉발될 수 있다.
가족 유전은 벨 마비 사례의 4-14%에서 발견되었다. 편두통과 관련이 있을 수도 있다.
2020년 12월, 미국 식품의약국(FDA)은 데이터가 인과 관계를 결정하기에는 충분하지 않았지만, 임상 시험 참가자들 사이에서 여러 관련 사례가 보고된 후 화이자와 모더나 코로나19 백신 접종자들에서 벨 마비 증상을 모니터링해야 한다고 권고했다.

### 유전적 요인
전장유전체 연관성 분석(GWAS)에 대한 메타분석에서 벨 마비와의 명백한 연관성이 처음으로 확인되었다.

## 빈도
미국에서 매년 약 40,000명이 벨 마비를 겪는다. 남녀노소 누구에게나 발병할 수 있지만 15~45세 사이에서 발병률이 가장 높은 것으로 나타났다.

## 병태생리학
벨 마비는 얼굴의 근육을 제어하는 얼굴신경(제7뇌신경)의 기능 장애로 인해 발생한다. 얼굴의 마비는 표정을 담당하는 근육들을 움직일 수 없는 것이 특징이다. 마비는 핵하성(infranuclear)/아래운동신경세포 유형이다.
얼굴신경의 염증으로 인해 신경이 붓꼭지구멍을 통해 머리뼈를 빠져나갈 때 압력이 가해져 신경 신호의 전달을 차단하거나 신경을 손상시키는 것으로 여겨진다. 근본적인 원인, 기저질환을 찾을 수 있는 얼굴 마비 환자는 그 자체로는 벨 마비가 있는 것으로 간주되지 않는다. 얼굴 마비의 가능한 원인으로는 종양, 수막염, 뇌졸중, 당뇨병, 두부외상, 뇌신경의 염증성 질환(사르코이드증, 브루셀라증 등)이 있다. 이러한 상태에서 신경학적 소견은 대개 얼굴신경만으로 제한되지 않는다. 아기가 얼굴 마비를 가지고 태어날 수 있다. 소수의 경우 양쪽 얼굴 마비가 급성 HIV 감염과 관련이 있었다.
몇몇 연구에서는 벨 마비로 진단된 다수 사례에서 신경내액 샘플링을 통해 제1형 헤르페스 심플렉스 바이러스(HSV-1)를 확인했다. 그러나 다른 연구에서는 벨 마비로 진단된 사례 총 176건 중 HSV-1이 31건(18%), 대상포진이 45건(26%)으로 진단되었다.
또한 HSV-1 감염은 신경 탈수초 질환과도 관련이 있다. 이 신경 손상 기전은 위에서 언급한 것과는 다르다. 이 경우 좁은 골관에 있는 신경의 부종, 종창과 그로 인한 압박이 신경 손상을 유발한다. 탈수초화는 바이러스에 의해 직접적으로 유발되는 것이 아니라 아직 알려지지 않은 면역 반응에 의해 유발될 수 있다.

## 진단
벨 마비는 배제진단으로, 즉 다른 합리적인 가능성 있는 경우들을 배제하여 진단한다. 정의에 따르면 벨 마비는 특이적인 원인을 결정할 수 없다. 진단을 내리기 위해 대부분 이용하는 실험실이나 영상 검사가 필요하지 않다. 얼굴신경의 손상 정도는 하우스-브랙만 점수(House-Brackmann score)를 이용하여 평가할 수 있다.
한 연구에 따르면 벨 마비 환자의 45%가 전문의에게 진단받지 않은 것으로 나타났다. 이는 의사가 벨 마비를 관리하기 쉬운 간단한 진단으로 간주한다는 것을 시사한다.
유사한 증상을 유발할 수 있는 다른 상태로는 대상포진, 라임병, 유육종증, 뇌졸중, 뇌종양이 있다.

### 감별진단
얼굴 마비가 시작되면 많은 사람들이 이를 뇌졸중의 증상으로 오인할 수 있다. 그러나 몇 가지 미묘한 차이점이 있다. 뇌졸중은 일반적으로 팔과 다리의 마비, 또는 쇠약과 같은 몇 가지 추가 증상을 유발한다. 그리고 벨 마비와 달리 뇌졸중은 일반적으로 환자가 얼굴의 위쪽 부분을 제어할 수 있다. 뇌졸중이 있는 사람은 일반적으로 이마에 약간의 주름이 있다.
라임병이 흔한 지역에서는 라임병이 얼굴 마비 사례의 약 25%를 차지한다. 미국에서 라임병은 뉴잉글랜드와 중부 대서양 주, 위스콘신과 미네소타 일부에서 가장 흔하다. 라임병 감염의 약 80%의 첫 번째 징후는 일반적으로 진드기에 물린 후 1~2주 후 발생하는 두통, 몸살, 피로, 발열을 동반하는 확장성 발진이다. 라임병 감염의 최대 10-15%에서 얼굴 마비가 몇 주 후에 나타나며 일반적으로 라임병으로 인한 발진은 가렵거나 고통스럽지 않기 때문에 감염의 첫 징후일 수 있다. 얼굴 마비 환자가 왔다면 따뜻한 계절에 진드기가 서식할 가능성이 있는 곳에서의 최근 야외 활동 이력, 최근 발진이나 두통, 발열과 같은 증상의 병력, 마비가 양쪽에 영향을 미치는지(벨 마비보다 라임병에서 훨씬 흔함) 여부를 바탕으로 라임병에 의해 얼굴 마비가 유발될 가능성을 추정해야 한다. 그 가능성이 무시할 수 있는 것보다 큰 경우에는 라임병에 대한 혈청학적 검사를 수행해야 하며, 10%를 초과하는 경우에는 코르티코스테로이드를 사용하지 않고 항생제를 사용한 경험적 치료를 시작해야 하며 라임병에 대한 실험실 검사가 완료되면 가능성을 재평가해야 한다. 코르티코스테로이드는 라임병으로 인한 얼굴 마비의 치료에 해를 끼치는 것으로 밝혀졌다.
감별진단에서 제외하기 어려울 수 있는 한 가지 질병은 대상포진 바이러스가 얼굴신경에 감염된 경우이다. 이 상태의 중요한 차이점은 바깥귀에 작은 물집 또는 소포(vesicle)가 있고 턱, 귀 얼굴 및 목에 상당한 통증이 있고 청력 장애가 생긴다는 것이다. 그러나 이러한 소견은 때때로 일부 나타나지 않을 수 있다. 예를 들어 zoster sine herpete 유형에서는 발진이 나타나지 않는다. 벨 마비 유형의 얼굴 마비로 이어지는 기존 대상포진 감염의 재활성화는 람세이헌트증후군 2형으로 불린다. 일반적인 벨 마비 환자의 예후는 보통 람세이헌트증후군 2형 환자보다 훨씬 좋다.

## 치료
항바이러스제는 회복을 개선하지 못하는 반면 스테로이드는 벨 마비의 회복을 개선하는 데 효과적인 것으로 나타났다. 눈을 감을 수 없는 사람은 눈 보호 조치가 필요하다. 임신 중 관리는 임신하지 않은 관리와 비슷하다.

### 스테로이드
프레드니손과 같은 코르티코스테로이드는 회복을 개선하므로 권장된다. 발병 후 3일 이내의 조기 치료가 회복 확률이 14% 더 높으며, 따라서 좋은 치료를 위해서 조기 치료가 필요하다.

### 항바이러스제
한 리뷰에서는 항바이러스제(예: 아시클로버)가 경증에서 중등도의 질병에서 스테로이드 단독 외에는 벨 마비의 회복을 개선하는 데 효과가 없음을 발견했다. 또 다른 리뷰에서는 코르티코스테로이드와 병용할 때 이점이 있음을 발견했지만 이 결론을 뒷받침하는 근거가 그다지 좋지 않다고 밝혔다.
중증 질환의 경우에도 효과가 불분명하다. 2015년 한 리뷰에서는 심각도와 상관없이 항바이러스제는 효과가 없는 것으로 나타났다. 또 다른 리뷰에서는 스테로이드에 추가했을 때 약간의 이점이 있음을 발견했다.
항바이러스제는 일반적으로 벨 마비와 헤르페스 심플렉스 바이러스(HSV), 수두대상포진바이러스(VZV) 사이의 이론적 연관성으로 인해 처방된다. 항바이러스제 치료가 아직 배제되지 않았기 때문에 7% 미만의 치료상의 이익이 발생할 가능성이 있다.

### 눈 보호
벨 마비가 눈 깜박임 반사에 영향을 주어 눈이 완전히 닫히지 않는 경우, 낮에는 눈물 부족을 막기 위해 눈물과 유사한 안약이나 눈 연고를 자주 사용하고 수면과 휴식 기간에는 안대로 눈을 보호하는 것이 좋다.

### 물리치료
물리치료는 영향을 받은 얼굴근육의 근긴장도를 유지하고 얼굴신경을 자극하는 데 도움이 되므로 벨 마비가 있는 일부 사람들에게 도움이 될 수 있다. 통증을 줄이기 위해 얼굴의 환부에 열을 가할 수 있다. 벨 마비에 대한 전기 자극의 역할을 뒷받침하는 높은 수준의 근거는 없다.

### 수술
수술은 회복되지 않은 얼굴신경 마비의 결과를 개선할 수 있다. 다양한 기술이 존재한다. 웃음 수술은 얼굴신경 마비가 있는 사람들의 웃는 표정을 회복시킬 수 있는 수술이다. 부작용에는 수술 환자들의 3-15%에서 발생하는 청력 상실이 있다. Cochrane 리뷰(2021년 업데이트)는 적용 가능한 무작위 대조 시험(및 준 무작위 대조 시험)을 검토한 후 조기 수술이 유익한지 유해한지를 결정할 수 없었다. 2007년 기준으로 미국신경학회(American Academy of Neurology)는 수술을 통한 감압을 권장하지 않는다.

### 대체 약품
사용 가능한 연구의 근거 수준이 낮기 때문에 침술의 효능은 아직 알려지지 않았다. 일차 연구 설계가 불량하거나 보고 방식이 부적절했다. 중증 질환에서 고압산소요법에 대한 매우 잠정적인 근거가 있다.

## 예후
벨 마비가 있는 대부분의 사람들은 치료를 받지 않더라도 3주 이내에 정상적인 안면 기능을 회복하기 시작한다. 1982년 연구에서 치료가 불가능했을 때 1,011명의 환자 중 85%가 발병 후 3주 이내에 회복의 첫 징후를 보였다. 나머지 15%의 경우 3~6개월 후에 회복되었다.
최소 1년, 또는 회복될 때까지 추적 관찰한 결과 모든 환자의 2/3 이상(71%)에서 마비가 완전히 회복되었다. 회복은 12%의 환자에서 중등도, 4%의 환자에서만 불량한 것으로 판단되었다. 또 다른 연구에 따르면 불완전 마비는 거의 항상 한 달 안에 완전히 사라진다. 처음 2주 이내에 움직임을 회복한 환자는 거의 항상 완전히 증상이 완화된다. 3주 이후까지 증상이 줄지 않으면 상당히 많은 환자에서 후유증이 발생한다. 세 번째 연구에서는 10세 미만의 어린 환자에서 더 나은 예후를 보인 반면 61세 이상의 환자는 더 나쁜 예후를 보였다.
벨 마비에서 일어날 수 있는 주요 합병증은 만성 미각상실, 만성 얼굴 경련, 안면 통증, 각막 감염이다. 손상된 얼굴신경이 불완전하거나 잘못 재생될 경우 또 다른 합병증이 발생할 수 있다. 신경은 적절한 목적지로 갈라지는 더 작은 개별 신경들의 묶음으로 생각할 수 있다. 재생하는 동안 신경은 일반적으로 올바른 목적지로 가는 원래 경로를 추적하며 재생할 수 있지만, 일부 신경은 곁길로 빠져나가 협동운동(synkinesis)으로 알려진 상태로 이어질 수 있다. 예를 들어, 눈에 붙어 있는 근육을 제어하는 신경이 재생 시 입 근육에 도달하는 연결을 같이 재생할 수 있다. 이런 식으로 한쪽의 움직임은 다른 쪽에도 영향을 미친다. 예를 들어, 눈을 감으면 입가가 무의식적으로 올라갈 수 있다.
약 9%의 벨 마비 환자들은 회복 이후 여러 지속적인 문제점들을 겪는다. 이런 문제점에는 앞서 나온 협동운동, 또는 얼굴 운동 중 경련, 구축, 이명, 청력 상실, 악어 눈물 증후군(crocodile-tear syndrome) 등이 있다. 악어 눈물 증후군은 보고라드 증후군이라고도 하며 환자가 식사 중에 눈물을 흘리는 증상을 보인다. 이것은 눈물샘과 침샘을 제어하는 얼굴신경의 잘못된 재생으로 인한 협동운동이 원인으로 생각된다.

## 역학
벨 마비의 새로운 사례 수는 연간 인구 10,000명당 약 1-4건이다. 유병률은 나이가 많을수록 증가한다. 벨 마비는 매년 미국에서 약 40,000명에게 영향을 미친다. 일생 동안 약 65명 중 1명에게 영향을 미친다.
15명, 24명,, 25-53명(모든 비율은 연간 인구 100,000명당) 등 다양한 연간 발생률이 보고되어 있다. 벨 마비는 신고대상질병이 아니며 이 진단을 받은 사람들에 대한 등록소가 없기 때문에 정확한 추정은 복잡하다.

## 역사

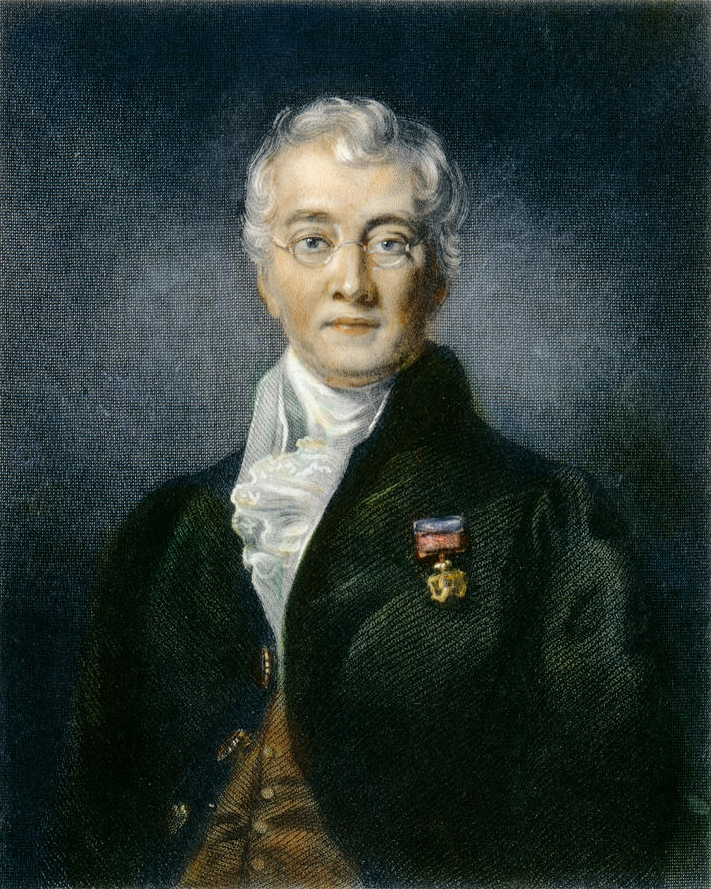
스코틀랜드의 신경생리학자인 Charles Bell 경은 얼굴 마비의 해부학적 기초를 설명한 최초의 저자였으며 이후 'Bell's palsy'라는 용어의 시조가 되었다.

페르시아 의사 무하마드 이븐 자카리야 알라지(865-925)는 말초 및 중추성 얼굴 마비에 대한 알려진 것 중 최초의 자세한 설명을 남겼다.
1683년 Cornelis Stalpart van der Wiel(1620-1702)은 벨 마비에 대해 설명하고 그보다 먼저 이 상태를 설명한 페르시아 의사 이븐 시나(980-1037)의 공로를 인정했다. 제임스 더글라스(1675-1742)와 Nicolaus Anton Friedreich(1761-1836)도 벨 마비에 대해 기술했다.
스코틀랜드의 신경생리학자인 찰스 벨 경은 1821년 7월 12일 런던 왕립 학회에서 얼굴신경의 역할을 설명하는 논문을 발표했다. 그는 얼굴 마비의 신경해부학적 기초를 처음으로 자세히 설명했다. 그 이후로 특발성 말초 안면 마비는 그의 이름을 따서 '벨 마비'라고 부르게 되었다.

벨 마비를 가진 유명인으로는 전 캐나다 총리인 장 크레티앵이 있다. 1993년 캐나다 연방 선거 중, 크레티엥은 캐나다 자유당의 첫 지도자로서 나섰다. 당시 상대였던 캐나다 진보보수당은 크레티엥에 대해 그의 벨 마비로 인한 이상한 얼굴 표정을 강조하는 공격성 광고를 내보냈다. 이 정치적 광고는 크레티엥의 외모를 공격하는 것이었고, 대중의 공분을 샀다. 크레티엥은 오히려 이 광고를 선거인들이 자신에게 동조하도록 이용했다. 광고는 크레티엥이 투표에서 더 우세하도록 만드는 역효과를 낳았고 결국 자유당이 선거에서 압승을 거두었다.

## 같이 보기
- 구안괘사